# 伊雯·瑞秋·伍德
埃文·蕾切尔·伍德（英語：Evan Rachel Wood，1987年9月7日—）是一位美国女演员兼歌手。
她从1990年代后期开始进入演艺圈，参演了多部电视剧集，包括《美国哥特故事》（1995至1996年）和《再续前缘》（1999至2002年）。1998年的《真爱赤子情》是她首次以女主角身份出演电影，这时她还只有9岁。2003年的严肃题材影片《十三岁》是伍德的成名作，她因片中角色而赢得了金球奖的提名。
伍德之后出演的大部分都是独立电影，其中包括2005年的《美丽坏姐妹》和《流入山谷》，2006年的《夹缝求生》，还参演了2007年的大制作影片《穿越苍穹》。2008年起，伍德开始出演了更多的主流电影，包括2008年的《摔角王》，2009年的《怎样都行》和2010年的《总统杀局》。
在2009至2011年的电视剧《噬血真愛》中扮演吸血鬼女王苏菲-安妮（Sophie-Anne），后又在HBO的迷你剧集《幻世浮生》饰演凱特·溫斯蕾的女儿，并因此获得了金球奖剧集、迷你剧集或电视电影类最佳女配角奖提名和黄金时段艾美奖迷你剧集或电影杰出女配角奖提名。截至2016年，她在HBO電視劇《西方極樂園》中飾演人形機器人迪樂芮·艾伯納西，為她贏得一項評論員選擇獎及獲得金球獎提名。
《卫报》曾形容伍德是“她这一代人中最优秀的女演员之一”。她的私生活，特别是与瑪麗蓮·曼森的关系受到了媒体的关注，两人于2010年订婚。不过到了2012年10月，伍德嫁给了英国男演员占美·比爾，他们有一个儿子，2014年离婚。

## 早年生和家庭
埃文·蕾切尔·伍德生于北卡罗莱纳州的罗利。他的父亲艾拉·大卫·伍德三世是当地颇有名气的一位演员、歌手、戏剧导演兼剧作家，他还是当地一家名叫公园剧场（Theatre in the Park）的地方剧院公司的执行董事。埃文的母亲莎拉·林恩·摩尔出生于1958年3月6日，是一位演员、导演兼表演教练。伍德的哥哥艾拉·大卫·伍德四世（Ira David Wood IV）也是一个演员，她还有一个弟弟达纳。她的姑姑卡羅·温斯特德·伍德（Carol Winstead Wood）是位好莱坞美术设计师。
伍德和两个兄弟在成长过程中就积极参与了公园剧场的活动，1987年她还只有几个月大时就曾在父亲的一部拥有国际性声誉的音乐喜剧改编作品《小气财神》中亮相。之后她又在剧场上映的该剧多个版本中扮演其中一个鬼魂。伍德和母亲一起出演了父亲导演的《奇迹的缔造者》，其中她饰演的是海倫·凱勒，母亲则出演安·沙利文。伍德曾短暂进入卡瑞的一所公立学校就读，之后就改为在家自學，并于15岁那年获得了高中学位。

## 事业

### 早年作品：1994至2000年
1994年起，伍德开始出现在多部电视电影中，偶尔还会在电视剧《美国哥特故事》中出镜。1996年，伍德的父母分居并于之后离婚，伍德与母亲一起搬到了后者的故乡，加利福尼亚州的洛杉矶县。出演了一季《[再现罪犯的人] 错误：{{Lang}}：无效参数：|3=（帮助）》后，伍德获选在电视剧《再续前缘》中饰演杰茜·赛姆勒。
伍德的第一个重要的大银幕角色是1998年的低成本电影《真爱赤子情》，凯文·贝肯和玛丽·斯图尔特·马斯特森担任主演。影片在芝加哥国际儿童电影节上获得了儿童评审团奖。之后回忆起来，伍德表示这一角色的演出起初很艰辛，但也指出正是这次演出“最终让她决定把表演作为终身的事业”。同年她还出演了格里芬·邓恩执导的奇幻电影《超异能快感》，该片由桑德拉·布洛克和妮可·基德曼主演。

### 2001至2005年

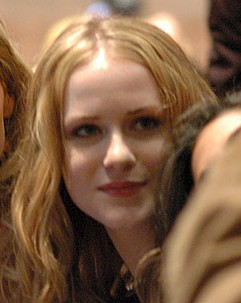
2005年的埃文·蕾切尔·伍德

2001年的《保密天使》是伍德首度出演电影女主角的作品，由布莱尔·特雷乌（Blair Treu）执导，她饰演一位名叫艾米莉·琳德斯通，年仅14岁但志向远大的小提琴演奏家，并因此获得了青年艺术家奖最佳青年女演员奖提名。同年，她还在安德魯·尼可导演，艾尔·帕西诺主演的科幻讽刺剧情片《西蒙妮》出演了一个配角。
2003年的《十三岁》为伍德的电影事业带来了突破。她扮演了崔茜·刘易斯·弗里兰一角，是片中的两个陷入硬性毒品、性和轻度犯罪恶性循环姐妹的其中一个。她的表现赢得了第61届金球奖剧情类电影最佳女主角奖提名和美国演员工会奖最佳女演员提名。电影上映期间，《名利场》称伍德是“好莱坞女孩”（It Girls of Hollywood）之一，她也与其他多位女演员一起登上了该杂志2003年7月的封面。同年她还在朗·侯活执导，凯特·布兰切特和湯米·李·瓊斯主演的西部片《荒野寻踪》中饰演了遭到绑架的女儿丽莉·吉尔克森（Lilly Gilkeson），并在电视剧《CSI犯罪現場》第3季的一集中出演诺拉·伊斯顿（Nora Easton）一角。
2005年，伍德在麦克·宾德尔执导的《愤怒之上》里与凯文·科斯特纳和瓊·愛倫演对手戏，影片获得了较为正面的评价，伍德诠释的是四姐妹中的拉文德·“波派”·沃夫麦尔（Lavender "Popeye" Wolfmeyer），并且还是片中的讲述员。伍德之后参加演出的两部电影都是题材较为黑暗的美国独立电影。一部是黑色讽刺剧情片《美丽坏姐妹》，该片探讨了学校中的性骚扰和歧视问题以及媒体和社会对此的态度，在2005年的圣丹斯电影节上获得了评审团大奖提名。伍德扮演的金伯莉·乔伊斯是一个性行为活跃但满脑罪恶思想的高中生。一位影评人评价道：“伍德把玩世不恭的把戏玩得是如此纯熟，轻快的节奏加上淘气带来那么明显的乐趣，（让人）实在是不可能会去恨她。”
在大卫·雅各布森（David Jacobson）执导的《流入山谷》中，伍德的角色托比爱上了一个年长的男子，一个与现代社会格格不入的牛仔（爱德华·诺顿饰）。她的表演获得了赞赏，影评人称“伍德传达出了青春期后期每一点坚定的把握感和固有的脆弱性”。伍德曾针对自己出演的这些以性为主题的角色表示，她并没有专门以“冲击系数”来选择接演电影。2005年伍德还在两部音乐影片里出镜，分别是和年輕歲月的（直译为：《九月结束时叫醒我》）。

### 2006年后

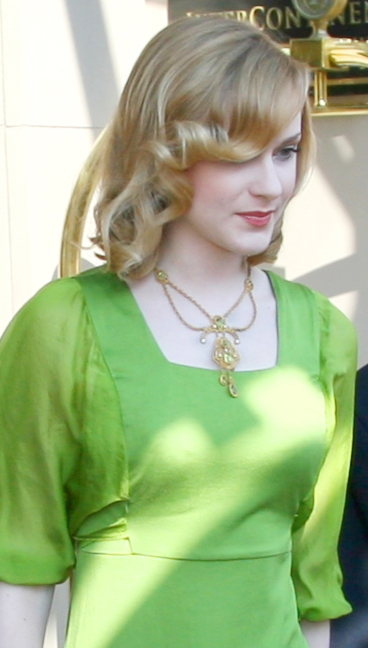
2007年，伍德出席多倫多國際電影節

2006年9月，伍德获得了《首映》杂志的“新兴人才聚光灯奖”。同年，《卫报》形容伍德是“她这一代人中最优秀的女演员之一”，称赞其拥有“超过她年龄的聪慧”。2006年，伍德在萊恩·墨菲执导，安妮特·班寧主演的全明星阵容喜剧剧情片《夹缝求生》中饰演娜塔莉·芬奇一角，该片根据奥古斯汀·巴勒斯的半自传体回忆录改编，取材自巴勒斯在一个機能不全家庭的童年时代，获得了金球奖和广播影评人协会奖提名，伍德也在2007年戛纳电影节上获得了女性启示萧邦奖杯。
2007年9月有两部伍德出演的电影上映。其中《加州之王》在圣丹斯电影节上首映，伍德扮演的是躁鬱症爵士音乐家邁克爾·道格拉斯那受尽折磨的少年女儿米兰达。在《电视指南》上的一篇评论文章中，伍德的表演获得了“卓越”的赞誉。
2007年的《穿越苍穹》是伍德担任主演的第一部大制作电影，这部由朱丽·泰莫执导的爱情音乐剧获得了金球奖和奥斯卡金像奖的提名。伍德饰演的女主角露西（Lucy）和吉姆·史特格斯诠释的裘德（Jude）发展出了一段恋情。电影的地理背景包括利物浦、纽约和越南，以1960年代的反文化革命为背景，描写了多个角色遭受的磨难。片中用到了多首披頭四樂隊的歌曲，伍德表示披頭四的音乐在自己的生命中拥有非常重要的地位，还称这是自己出演过的角色中最喜欢的，并亲自在片中演唱了多首歌曲。她还称赞导演泰莫是“最了不起的导演之一”。一位影评人称赞“伍德带来了（电影）迫切需要的情感深度”。
之后，伍德在2008年上映的计算机动画科幻电影《泰若星球》中为主角马拉（Mala）配音，影片讲述了一个和平的外星球突然受到人类的进攻，后者打算将这里变成他们的殖民地。电影获得了2008年渥太华国际动画电影节的评审团大奖。
2007年，伍德出演了瓦迪姆·佩尔曼执导，根据劳拉·卡西斯基同名小说改编的电影《眼前的生》，讲述了两个经历过一起类似科倫拜校園事件少女的友谊和情感故事。伍德与乌玛·瑟曼扮演同一个角色戴安娜（Diana），一位影评人称赞她给出了非凡的表演。伍德表示她希望这会是自己最后一次出演青少年角色。同年她又出演了戴倫·艾洛諾夫斯基的《摔角王》，该片是威尼斯电影节金獅獎得主，剧本围绕米基·洛克诠释的职业摔角手兰迪·“兰姆”·罗宾逊（Randy "Ram" Robinson）展开，他在1980年代颇有名气，之后因心脏无法再承受如此剧烈的运动而退休，但由于生活上遇到的问题而决心重返摔角场。伍德扮演的是罗宾逊关系疏远的女儿史蒂芬妮（Stephanie），她的表演也获得了影评人的好评。
2009年在特里贝卡电影节上首映的《怎样都行》是伍德与伍迪·艾伦的首度合作，伍德在片中饰演的是拉里·戴维年轻的夫人。2009年5月，她在老家的公园剧场出演了6场筹款演出，在威廉·莎士比亚的悲剧《罗密欧与朱丽叶》中诠释朱丽叶一角。伍德的哥哥也参加了演出，并且也是节目的导演。
伍迪还在HBO超自然题材电视剧《真实如血》的第2和第3季中多次出镜，饰演吸血鬼女王苏菲-安妮。2010年9月12日，她出席了2010年度MTV音樂錄影帶大獎。2011年4月，伍德出演的影片《共犯》在哥伦比亚特区的福特剧院举行了首映式，该片由罗伯特·雷德福导演，讲述了有关亚伯拉罕·林肯刺杀阴谋的故事。她还出演了2010年上映的政治惊悚片《总统杀局》。
2013年1月，伍德与西亞·李畢福和魯伯特·葛林一起出演的电影《查理必死》已在第63届柏林电影节上映。该片计划于2013年9月13日在挪威上映，11月8日在英国上映。

## 个人生
2005年，伍德开始与英国男演员占美·比爾约会，两人之前在年輕歲月的音乐影片出镜而相识。两人都在身上纹上了对方名字的首字母，伍德就在自己左脚踝上纹上了字母。经过一年的相处，两人于2006年分手。伍德之后表示：“我们知道我们的爱情可以永恒，所以我们纹上匹配的纹身。但问题是，发生了一些事情，我们分了。但我不后悔纹了身。它提醒着我生活中一段非常美好的时期。”
2007年1月，伍德与瑪麗蓮·曼森的恋情公开。两人是在马尔蒙城堡酒店的一个聚会上认识的，伍德曾表示自己是受到了曼森经常使用的黑色眼线所吸引，并称他们的关系“健康而有爱”。曼森为伍德画的两幅肖像已经在画廊展出。伍德也是曼森歌曲（意译为《心形眼镜》）的灵感来源，并出现在这首歌的音乐视频中。曼森曾表示伍德的这次出演获得了音乐录像史上演员出镜的最高片酬。两人于2008年11月分手，据伍德表示，他们“都决定暂时分开一段时间来专注自己的事业”。之后有报道称她们于2010年1月重新走到了一起，并且订了婚，但两人的婚约于2010年8月取消。
2011年夏，有报道称伍德与占美·比爾重燃爱火，两人于2012年10月30日结婚。2013年7月，两人的儿子出世。这个孩子是伍德在家中自然分娩的，为此她公开向纪录片《新生儿产业》的主创人瑞奇·雷克致谢，正是这部纪录片让她做出了在家自然分娩的决定。2014年5月，伍德和比爾宣布他们19个月的婚姻结束。
2012年8月，伍德在Twitter上宣布自己是双性恋。伍德的母亲已经皈依犹太教，父亲则是个基督徒。伍德曾表示自己信奉犹太教，但又称“我相信神，但我不信教。我对神的定义是没有宗教的概念，是非常私人化的”。此外，伍德还拥有跆拳道黑带。

## 作品年表
| 年份 | 片名                        | 角色                                       | 附注             |
| ---- | --------------------------- | ------------------------------------------ | ---------------- |
| 1997 | 《真爱赤子情》              | 哈丽特·弗兰科维奇（Harriet Frankovitz）                      |                  |
| 1998 | 《超异能快感》              | 凯莉·欧文斯（Kylie Owens）                            |                  |
| 1998 | 《弯路》（Detour）                | 丹妮拉·罗杰斯（Daniella Rogers）                          | 录影带首映       |
| 2001 | 《保密天使》                | 艾米莉·林德斯通 (Emily Lindstrom)          |                  |
| 2002 | 《虛擬偶像》                | 莱妮·克里斯蒂安（Lainey Christian）                        |                  |
| 2003 | 《十三岁》                  | 崔茜·刘易斯·弗里兰 (Tracy Louise Freeland) |                  |
| 2003 | 《荒野寻踪》                | 丽莉·吉尔克森 (Lily Gilkeson)              |                  |
| 2005 | 《美丽坏姐妹》              | 金伯莉·乔伊斯 (Kimberly Joyce)             |                  |
| 2005 | 《愤怒之上》                | 拉文德·“波派”·沃夫麦尔（Lavender "Popeye" Wolfmeyer）                 |                  |
| 2005 | 《流入山谷》                | 奥克托伯·“托比”（October "Tobe"）                        |                  |
| 2006 | 《夹缝求生》                | 娜塔莉·芬奇 (Natalie Finch)                |                  |
| 2007 | 《加州之王》                | 米兰达 (Miranda)                           |                  |
| 2007 | 《眼前的生》                | 少年时代的戴安娜·麦克菲（Diana McFee）                |                  |
| 2007 | 《穿越苍穹》                | 露西·卡丽根（Lucy Carrigan）                            |                  |
| 2008 | 《摔角王》                  | 史蒂芬妮·拉姆金斯基（Stephanie Ramzinski）                    |                  |
| 2009 | 《怎样都行》                | 梅勒迪·圣安·塞莱斯廷（Melodie St. Ann Celestine）                   |                  |
| 2010 | 《女同謀》                  | 安娜·苏拉特（Anna Surratt）                            |                  |
| 2011 | 《总统杀局》                | 莫莉·斯特恩斯（Molly Stearns）                          |                  |
| 2013 | 《查理必死》                | 加比·班亚（Gabi Banyai）                              |                  |
| 2013 | 《你的事例》                | Birdie Hazel                               |                  |
| 2013 | 《Barefoot》                | 戴茜·金森顿（Daisy Kensington）                            |                  |
| 2013 | 《我恨生活的十件事》          |                                            | (影展有釋出影片) |
| 2015 | 《走進希望無限的森林》      | 伊娃 (Eva)                                 |                  |
| 2018 | 《激情伴侶》                | 勞拉·德雷克 (Laura Drake)                  |                  |
| 2020 | 《維也納和鬼魂樂團》        |                                            |                  |
| 2020 | 《卡吉麗昂》(Kajillionaire) | Old Dolio                                  |                  |

| 年份      | 片名                                            | 角色                           | 附注                                                      |
| --------- | ----------------------------------------------- | ------------------------------ | --------------------------------------------------------- |
| 1994      | 《在最好的家庭里：婚姻、傲慢和疯狂》            | 小苏茜（Little Susie）                     | 电视电影                                                  |
| 1994      | 《寻找格蕾丝》（Search for Grace）                              | 小莎拉 / 罗宾（Sarah/Robin）              | 电视电影                                                  |
| 1995      | 《给查理一个父亲》（A Father for Charlie）                          | 泰莎（Tessa）                       | 电视电影                                                  |
| 1995      | 《小剂量死亡》（Death in Small Doses）                              | 安娜（Anna）                       | 电视电影                                                  |
| 1995–1996 | 《美国哥特故事》                                | 罗丝·拉塞尔（Rose Russell）                | 3集 "Eye of the Beholder" "Potato Boy" "To Hell and Back" |
| 1997      | 《直指人心：芭芭拉·曼德雷尔传》                 | 杰米·达德尼（Jaime Dudney）                | 电视电影                                                  |
| 1998–1999 | 《再现罪犯的人》                                | 克洛伊·沃特斯（Chloe Waters）              | 6集 (第3季第1,5,8,16集 第4季第1~2集)                      |
| 1999      | 《Down Will Come Baby》                         | 罗宾·加尔（Robin Garr）                  | 电视电影                                                  |
| 1999–2002 | 《再续前缘》                                    | 杰西·赛姆勒 (Jessie Sammler)   | 主演，55集                                                |
| 2000      | 《天使在人间》                                  | 萨拉·雷德克里夫（Sarah Radcliff）            | 第6季第26集《潘多拉的盒子》（Pandora's Box）                           |
| 2002      | 《白宫风云》                                    | 霍根·克雷格（Hogan Cregg）                | 第3季第19集《黑色王薇薇》（The Black Vera Wang）                             |
| 2003      | 《CSI犯罪現場》                                 | 诺拉·伊斯顿                    | 第3季第12集 "Got Murder ?"                                |
| 2009–2011 | 《噬血真愛》                                    | 苏菲-安妮·莱克拉克（Sophie-Anne Leclerq）         | 7集 (第2季 第11,12集 第3季 第1,6~7,12集 第4季 第2集)      |
| 2011      | 《幻世浮生》                                    | 威达·皮尔斯（Veda Pierce）                | 主演，两集 (第4~5集)                                      |
| 2015-     | 《Doll & Em》                                   | Evan                           | 5集 (第2季第2~6集)                                        |
| 2016-2022 | 《》                                            | 迪樂芮·艾伯納西（）            | 主演                                                      |
| 2018-2019 | 《酗酒的歷史》                                  | Deborah Sampson / Mary Shelley | 2集 (第5季第1集, 第6季第1集)                              |
| 2019      | 《吸血鬼家庭屍篇》 (What We Do in the Shadows） | Evan the Immortal              | 第1季第7集"The Trial"                                     |

| 年份 | 片名                         | 角色                           | 附注         |
| ---- | ---------------------------- | ------------------------------ | ------------ |
| 2006 | 電影《高卢英雄大战维京海盗》 | 阿巴（Abba，为电影的英语版本配音） |              |
| 2006 | 電影《海底大冒险》           | 科迪莉亚（Cordelia，配音）             |              |
| 2007 | 電影《泰若星球》             | Mala (配音)                    |              |
| 2013 | 電視節目《机器鸡》           | 米妮老鼠 / 母亲（配音）        | 第6季 第17集 |
| 2015 | 電影《仲夏夜魔法》           | Marianne (配音)                |              |
| 2018 | 電影《肆式青春》             | 依琳 (Yi Lin) (英文配音)       |              |
| 2019 | 電影《冰雪奇緣2》            | Queen Iduna                    |              |
| 2020 | VR短片《神話：冰凍的童話》   | Narrator (Only voice)          |              |

| 年份 | 歌名                                                    | 歌手            | 附注   |
| ---- | ------------------------------------------------------- | --------------- | ------ |
| 2005 | "Wake Me Up When September Ends"                        | Green Day       | [ 77 ] |
| 2005 | "At the Bottom of Everything"                           | Bright Eyes     | [ 78 ] |
| 2007 | "Heart-Shaped Glasses (When the Heart Guides the Hand)" | Marilyn Manson  | [ 79 ] |
| 2015 | "Can't Deny My Love"                                    | Brandon Flowers | [ 80 ] |
| 2019 | "Uneventful Days"                                       | Beck            | [ 81 ] |
| 2020 | "Can I Be Your Friend"                                  | Chevy Mustang   |        |

## 奖项
| 年份 | 结果 | 奖项                   | 分类                                 | 提名作品         |
| ---- | ---- | ---------------------- | ------------------------------------ | ---------------- |
| 1999 | 提名 | 青年艺术家奖           | 最佳长片电影青年女配角               | 《超异能快感》   |
| 1999 | 提名 | 青年之星奖             | 最佳剧迷剧集或电视电影青年女演员     | 《》             |
| 2000 | 提名 | 青年艺术家奖           | 最佳正剧类电视剧集青年女配角         | 《再现犯罪的人》 |
| 2000 | 提名 | 青年之星奖             | 最佳正剧类电视剧集青年女演员         | 《再续前缘》     |
| 2001 | 獲獎 | 青年艺术家奖           | 最佳正剧类/喜剧类电视剧集群体演员    | 《再续前缘》     |
| 2002 | 提名 | 青年艺术家奖           | 最佳电影长片青年女主角               | 《保密天使》     |
| 2003 | 提名 | 青年艺术家奖           | 最佳电影长片青年女主角               | 《荒野寻踪》     |
| 2003 | 獲獎 | 布拉迪斯拉发国际电影节 | 特别表扬奖                           | 《十三岁》       |
| 2003 | 提名 | 华盛顿特区影评人协会   | 最佳女演员                           | 《十三岁》       |
| 2004 | 獲獎 | 拉斯维加斯影评人协会   | 电影青年                             | 《十三岁》       |
| 2004 | 提名 | 凤凰城影评人协会       | 最佳女主角                           | 《十三岁》       |
| 2004 | 提名 | 凤凰城影评人协会       | 最佳青年女配角                       | 《十三岁》       |
| 2004 | 獲獎 | 凤凰城影评人协会       | 银幕突破表现                         | 《十三岁》       |
| 2004 | 獲獎 | 棱镜奖（Prism Awards）             | 电影长片表演                         | 《十三岁》       |
| 2004 | 提名 | 青年艺术家奖           | 最佳长片电影青年女主角               | 《十三岁》       |
| 2004 | 提名 | 卫星奖                 | 最佳剧情电影女演员                   | 《十三岁》       |
| 2004 | 提名 | MTV電影大獎            | 女性突破表演                         | 《十三岁》       |
| 2004 | 提名 | 廣播影評人協會         | 最佳青年男/女演员                    | 《十三岁》       |
| 2004 | 提名 | 金球奖                 | 最佳戏剧类电影女主角                 | 《十三岁》       |
| 2004 | 提名 | 美國演員工會獎         | 杰出女主角                           | 《十三岁》       |
| 2008 | 提名 | 萊恩·墨菲              | 最佳女配角                           | 《摔角王》       |
| 2011 | 提名 | 艾美奖                 | 杰出迷你剧集或电影女配角             | 《幻世浮生》     |
| 2011 | 提名 | 卫星奖                 | 最佳电视剧、迷你剧集或电视电影女配角 | 《幻世浮生》     |
| 2012 | 提名 | 金球奖                 | 最佳电视剧、迷你剧集或电视电影女配角 | 《幻世浮生》     |
| 2012 | 提名 | 廣播影評人協會         | 最佳集体演员                         | 《总统杀局》     |
| 2012 | 提名 | 中俄亥俄影评人协会     | 最佳群戏                             | 《总统杀局》     |
| 2017 | 獲獎 | 美國電視評論家選擇獎   | 最佳劇情類女主角                     | 《西方極樂園》   |
| 2017 | 提名 | 金球獎                 | 劇情類最佳女主角                     | 《西方極樂園》   |